# Byrådet i Favrskov Kommune 2010-2013
For yderligere oplysninger, se Politik i Favrskov Kommune. For generelle oplysninger, se Favrskov Kommune.
Efter kommunal- og regionsrådsvalget, der blev afviklet den 17. november 2009, stod det klart, at Anders G. Christensen (V) måtte afgive borgmesterposten til Nils Borring (S). Han blev indsat på en konstituering mellem Socialistisk Folkeparti (SF), Socialdemokraterne (S) og Konservative Folkeparti (K). Den helt store højdespringer ved valget blev SF, der gik fra 5,5% ved forrige valg til 9,9 % af stemmer ved dette.
Socialdemokraterne fik 36,2 % af stemmerne, mens Venstre (V) lå lige i hælene med 33,7 %.

## Resultat
|  | 36,20 |

|  | 033,70 |

|  | 9,90 |

|  | 8,60 |

|  | 5,60 |

|  | 3,10 |

|  | 2,10 |

|  | 0,90 |

Kilde: Fintællingsresultat fra KMD Valg

## Byrådsmedlemmer
| - Nils Borring (borgmester) - Niels Erik Nielsen - Isabell Friis Madsen - Anna-Grethe Dahl (eftf. løsgænger) - Erling Kvist Andersen - Anders Nørgaard - Dan Jensen - Joachim Laursen - Anne Neergaard - Steen Thomasen - Niels Flade Nielsen - Lars Storgaard (2. viceborgmester) - Charlotte Green - Erik Høeg - Susanne Hammelboe - Michael P. Tersbøl (1. viceborgmester) | - Torben Nielsen (afgik ved døden 2013, afløst af Niels Kallehave) - Anders G. Christensen - Kurt Andreassen - Hanne Smedegaard - Flemming Nørgaard - Christian Møller-Nielsen - Lone Glarbo - Nikolaj Per Schøler - Thomas Storm - Inge G. Sørensen - Kim Petersen |

Kilde: Den nye Kommunalbestyrelse  på KMD Valg og Favrskov Kommune.